# Plagionotulus zimbabweanus
Plagionotulus zimbabweanus är en skalbaggsart som beskrevs av Karl Adlbauer och Dauber 2002. Plagionotulus zimbabweanus ingår i släktet Plagionotulus och familjen långhorningar.
Artens utbredningsområde är Zimbabwe. Inga underarter finns listade i Catalogue of Life.